# غلامحسین رضانژاد
غلامحسین رضانژاد متخلص به نوشین (۱۳ فروردین ۱۳۱۳ – ۲۸ اردیبهشت ۱۴۰۱) نویسنده ایرانی بود. وی تحصیلات مقدماتی را در اراک و متوسطه را در تهران به پایان رسانید و پس از آن در دانشکده حقوق دانشگاه تهران ادامه تحصیل داد و توانست در این رشته درجه لیسانس را دریافت نماید. رضانژاد در کنار تحصیلات دانشگاهی، علوم حوزوی را نیز در محضر استادانی، مانند شیخ محمدعلی حکیم شیرازی ذهبی، شیخ محمد سنگلجی، میرزا محمود شهابی و سید ابوالحسن رفیعی قزوینی، میرزا ابوالحسن شعرانی و ابوتراب هدایی فراگرفت.
او علاوه بر مطالعات حقوقی و فلسفی در وادی شعر و ادب نیز فعالیت داشت و اشعارش را با تخلص (نوشین) عرضه می‌کرد. وی همچنین وکیل پایه یک دادگستری بود.

## آثار
از جمله آثار و مکتوبات وی می‌توان به کتاب‌های زیر اشاره کرد:
- حکمت‌نامه یا شرح کبیر بر متن و شرح و حواشی منظومه حکمت ملا هادی سبزواری؛
- حکیم سبزواری (زندگی، آثار و فلسفه)؛
- تمهید المبانی، تفسیر کبیر بر سوره سبع المثانی؛
- هدایه الامم، شرح فصوص‌الحکم ابن عربی،
- مجموعه حواشی و تعلیقات حکیم متأله مرحوم سید ابوالحسن رفیعی قزوینی بر ۱۹ کتاب کلامی، فلسفی و حکمی حکمای متأخّر و قدیم.

یکی از کتاب‌های ایشان به نام «اصول علم بلاغت در زبان فارسی»، در سال ۱۳۶۸ش، به‌عنوان کتاب سال جمهوری اسلامی ایران از سوی وزارت فرهنگ و ارشاد اسلامی انتخاب شد. او برای نگارش کتاب اصول علم بلاغت در زبان فارسی برگزیدهٔ هفتمین دورهٔ کتاب سال ایران شد.